# Anachronox
Anachronox — це рольова гра, створена американськими розробниками Ion Storm на чолі з Томом Голом та видана в 2001 році компанією Eidos Interactive. У грі використовується вдосконалений варіант графічного рушія Quake II, id Tech 2 який було змінено під потреби гри.

## Сюжет
Головним героєм гри є Сильвестр Бучеллі, більше знаний всіма як «Sly Booty», він самотній не надто успішний детектив, який живе на Anachronox, планеті покинутій її колишніми мешканцями і населеній десятками різних чужопланетних видів істот. Після деяких значних та не дуже життєвих подій Слаю доводиться подорожувати з компанією попутників, щоб знайти відповіді на загадкову небезпеку, яка загрожує для всього всесвіту.

## Режим гри
Ігровий процес Anachronox був натхненний відомою японською грою Chrono Trigger, однією з найулюбленіших відеоігор творця гри Тома Холла, але на відміну від творіння компанії Squaresoft деякі аспекти Anachronox були досить спрощені, такі як характеристики персонажа та збір об'єктів. Також у грі багато уваги приділяється розвідці та розкриттю історії. І хоча гравець досліджує світ у вигляді від третьої особи, де ми можемо мати з собою відразу трьох персонажів, поєдинки в грі виконані в класичному стилі JRPG.

## Продовження
Головний геймдизайнер гри Том Холл планував створити продовження гри яке б змогло б логічно завершити основний сюжет гри, а також доповнити та пояснити його розкривши всі нюанси, на жаль, через закриття студії Ion Storm продовження гри так і не вийшло.

## Anachronox: The Movie
Anachronox: The Movie — це машиніма, створена Джейком Страйкером Хьюзом шляхом об'єднання всіх неінтерактивних сцен гри Anachronox. Фільм отримав три нагороди на Фестивалі машиніма-фільмів у 2002 році.